# 레안코일리아
레안코일리아 또는 레안코일리아속(학명: Leanchoilia)은 캐나다의 버지스 셰일 및 중국의 청장 생물군에 있는 캄브리아기 퇴적층에 묻힌 대협류 절지동물 가운데 한 무리이다.

## 특징

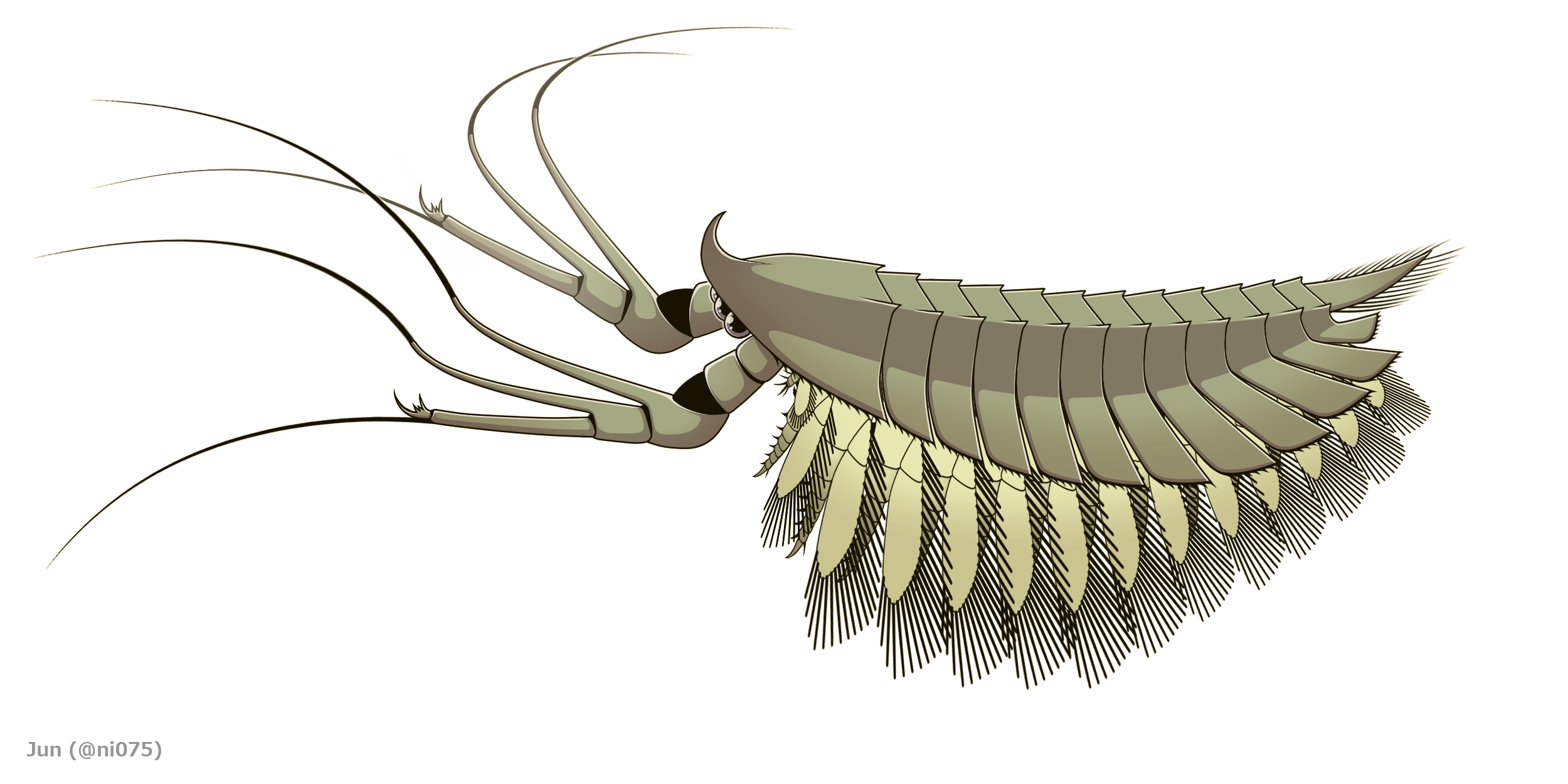
Leanchoilia superlata의 복원도

L. superlata의 경우 몸길이는 약 5 센티미터 (2.0 in)이며 길고 채찍 모양의 편모가 대협지에서 뻗어나가 있다. 내장은 삼차원의 형태로 기질 안에 보존되는 경우가 잦다. 두 쌍의 눈은 바깥의 머리방패에 싸여 보호받으며, 그 중 두 눈이 양 옆에 위치한다.

## 종
오늘날 7종이 잠정적으로 받아들여지고 있다: L. superlata (모식종), 버지스 셰일에서 발굴된 L. persephone와 L. protogonia, 청장 생물군 지층에서 발굴된 L. illecebrosa와 L. obesa, 카일리에서 발견된 L. robisoni, 스펜스 셰일의 L.? hanceyi가 있다. 그러나  모식종과 L. persephone의 경우 성적 이형성일 가능성이 있다.

## 분포
레안코일리아의 표본 55점이 그레이터 필로포드 층에서 발견되었으며, 전체 군집 중 0.1%를 이루고 있다.

## 같이 보기
- 버지스 셰일